# ساندي موريس
ساندي موريس (ولدت في 8 يوليو 1992) لاعبة قفز بالزانة أمريكية، صاحبة الرقم القياسي الأمريكي في القفز بالزانة، 
فازت بالميدالية الفضية في القفز بالزانة في دورة الألعاب الأولمبية الصيفية 2016، كما فازت بالميدالية الفضية في حدث القفز بالزانة في بطولة العالم لألعاب القوى 2017 وفضية أخرى في بطولة العالم لألعاب القوى 2019، فازت بالميدالية الذهبية في بطولة العالم لألعاب القوى داخل الصالات في عام 2018 .

## السيرة الذاتية

### مشاركاتها
شاركت ساندي في بطولة أمريكا لألعاب القوى للناشئين 2011 حيث حصلت على المركز الثاني، كما شاركت سنة 2014 في بطولة ناكاك للناشئين وحصلت على الميدالية الذهبية.
في ماي من سنة 2015، بمدينة ستاركفيل حققت رقمها القياسي البالغ 4.72 متر ثم 4.76 متر في اوسدان-زولده، لكنها أخفقت في بطولة العالم لألعاب القوى 2015 في ارتفاع 4.70 متر.

### بطولة العالم 2016
في 6 فبراير 2016، نجحت موريس في القفز عن عارضة على ارتفاع 4.80 متر في محاولتها الثانية قبل أن تفشل في علو 4.88 متر، وفي 13 مارس من نفس السنة حققت موريس نتيجة إيجابية عندما تجاوزت ارتفاع 4.95 متر في أول محاولة لها. لتصبح بذلك ثالث أفضل نتيجة في هذه البطولة.

### أولمبياد ريو
شاركت موريس يوم 10 يوليو في الألعاب الأولمبية الصيفية 2016، حيث احتلت المرتبة الثانية بين زميلاتها من أمريكا ب 4.75 متر مسبوقة بجينيفر سوهر (4.80 متر)، وفي  23 يوليو من نفس السنة حققت موريس نتيجة جد إيجابية ب 4.93 متر في هيوستن (الرقم العالمي مسجل باسم يلينا ايزينبايفا ب 5.06 متر)، حيث حطمت بهذه المناسبة رقما قياسيا آخر كان مسجلا باسم جينيفر سوهر (4.92 متر سنة 2008).

## الحياة الخاصة
ذخلت ساندي موريس في علاقة حب مع سباح المسافات الطويلة تيرون سميث الذي شارك في نهايات الألعاب الأولمبية سنة 2012 والعالمية سنة 2015.

## الجوائز

### الدولية
| التاريخ | المنافسة                                 | المكان        | الترتيب       | الإنجاز  |
| ------- | ---------------------------------------- | ------------- | ------------- | -------- |
| 2011    | بطولة أمريكا لألعاب القوى للناشئين       | ميرامار       | المركز الثاني | 4,05 متر |
| 2015    | بطولة العالم لألعاب القوى                | بكين          | المركز الرابع | 4,70 متر |
| 2016    | بطولة العالم لألعاب القوى ذاخل القاعات   | بورتلاند      | المركز الثاني | 4,85 متر |
| 2016    | ألعاب القوى في الألعاب الأولمبية الصيفية | ريو دي جانيرو | المركز الثاني | 4,85 متر |

### الوطنية
- بطلة الولايات المتحدة في مسافة 10000 متر سنة 2017.

## روابط خارجية
- ساندي موريس على موقع الاتحاد الدولي لألعاب القوى (الإنجليزية)
- ساندي موريس على موقع الاتحاد الأمريكي لسباقات المضمار والميدان (الإنجليزية)
- ساندي موريس على موقع الدوري الماسي (الإنجليزية)
- ساندي موريس على موقع TFRRS.org (الإنجليزية)
- ساندي موريس على موقع TFRRS.org (الإنجليزية)
- ساندي موريس على موقع أوليمبيديا (الإنجليزية)
- ساندي موريس على موقع اللجنة الأولمبية والبارالمبية الأمريكية (الإنجليزية)